# Celle qui passait
Pour plus de détails, voir Fiche technique et Distribution.
Celle qui passait (La passeggiata) est une comédie dramatique italienne réalisée par Renato Rascel et sortie en 1953.
Librement inspiré de la nouvelle La Perspective Nevski (Невский проспект) de Nicolas Gogol parue en 1835, le film constitue la seule réalisation de l'acteur Renato Rascel.

## Synopsis
Paolo Barbato est un professeur qui se rend à Rome pour occuper un poste d'enseignant dans une école où, en raison de son caractère timide et doux, il est harcelé par le directeur présomptueux et intrusif de l'institut et par d'autres collègues. Un jour, lors d'une promenade sur la colline du Pincio, il aperçoit la jeune Lisa et en tombe amoureux. Après l'avoir rencontrée plusieurs fois, il trouve enfin le courage de lui parler et de la raccompagner chez elle.
Lorsqu'elle se présente à lui pour ce qu'elle est, une prostituée, il s'enfuit, choqué et désespéré. Mais, incapable de l'oublier, il revient vers elle et tente de l'introduire dans son milieu en l'invitant à une fête universitaire, s'attirant à la fois les moqueries de ses collègues, dont beaucoup la connaissent pour son travail, et le mépris des amis et collègues de la jeune femme. Mais il espère la racheter et, après un certain temps, lui demande de l'épouser. En réponse, elle se moque de lui, l'apostrophe avec sarcasme et le met à la porte. Barbato décide alors de quitter Rome et de retourner dépité dans sa ville natale.
Il ne saura pas que sa tentative de changer Lisa n'aura pas été vaine. La jeune femme, même si elle s'est moquée de lui et l'a insulté, est intimement ébranlée par son expérience avec le timide professeur et décide de changer de vie en quittant elle aussi la ville.

## Fiche technique
- Titre italien original : La passeggiata[1]
- Titre français : Celle qui passait[2]
- Réalisateur : Renato Rascel
- Scénario : Renato Rascel, Turi Vasile, Diego Fabbri, Ugo Guerra, Giorgio Prosperi, Franco Rossi, Cesare Zavattini, Enzo Curreli d'après La Perspective Nevski (Невский проспект) de Nicolas Gogol parue en 1835.
- Photographie : Václav Vích
- Montage : Otello Colangeli
- Musique : Giovanni Militello
- Décors : Gianni Polidori (it)
- Costumes : Marisa Crimi
- Production : Mario Gabrielli, Paolo Moffa, Moris Ergas
- Société de production : Filmcostellazione, Zebra Film
- Pays de production :  Italie
- Langues originales : italien
- Format : couleur par Ferraniacolor - 1,37:1 - Son mono - 35 mm
- Durée : 100 minutes
- Genre : Comédie dramatique
- Dates de sortie :
  - Italie : 16 décembre 1953
  - France : 12 juillet 1957[2]

## Distribution
- Renato Rascel : Paolo Barbato
- Valentina Cortese : Lisa
- Paolo Stoppa : directeur du collège
- Giuseppe de Martino : Luigi Magri
- Tino Bianchi : conseiller
- Eduardo Passarelli : professeur présentant les spectacles de l'école
- Lia Angeleri : dame avec un chapeau à larges bords
- Gondrano Trucchi : homme avec une couronne
- André Hildebrand : professeur de danse
- Ignazio Leone : le maître qui ne rêve jamais
- Maria Marchi : la fille qui distribue les faveurs
- Francesco Mulè : un professeur

## Production

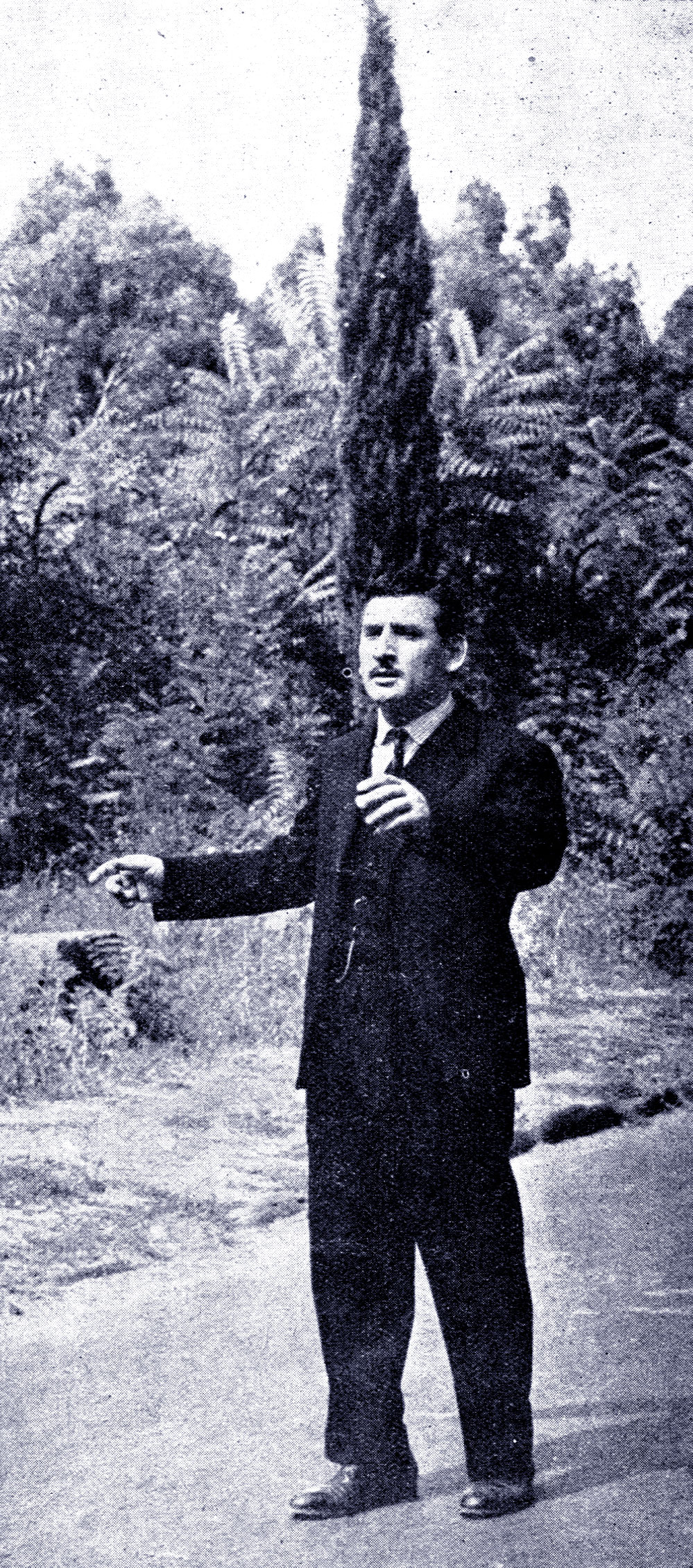
La marche du protagoniste (Renato Rascel) vers le Pincio.

Après le succès de son interprétation dans Le Manteau (1952), avec lequel il a failli remporter un prix à Cannes ainsi qu'un Ruban d'argent, Renato Rascel a décidé de persévérer dans l'adaptation de Gogol en portant à l'écran une autre histoire de l'écrivain russe et en prenant cette fois directement en charge la réalisation du film, tout en étant assisté par Franco Rossi en tant que conseiller technique. Comme Lattuada l'avait déjà fait, le décor est déplacé de la Russie (Saint-Pétersbourg) à l'Italie, en l'occurrence à Rome. Ce n'est pas le seul changement par rapport au sujet original ; selon tous les commentateurs, le film s'écarte substantiellement de la nouvelle russe et, pour certains, malgré la référence au film dans le générique de début, il n'a rien à voir avec elle. Pour sa première réalisation, Rascel fait appel à certains de ceux qui avaient déjà travaillé sur Le Manteau : les scénaristes sont Cesare Zavattini et Giorgio Prosperi, ainsi qu'Enzo Curreli, un avocat messin qui avait fondé Faro Film, une société de production qui, après avoir travaillé sur des documentaires, avait fait ses débuts dans le long métrage avec le film réalisé par Lattuada, Le Manteau.
Malgré son récent succès, l'artiste romain a dû surmonter quelques difficultés dans cette entreprise, comme il l'a lui-même raconté : « Aucun producteur ne voulait faire Celle qui passait, mais avec la collaboration de Zavattini, j'ai fait tellement de choses que j'ai trouvé l'argent pour le faire. Ce film est né parce que j'avais fait Le Manteau ». C'est Filmcostellazione, une société de production « d'inspiration catholique », dirigée à l'époque par Mario Melloni (it) (plus tard connu sous le pseudonyme de « Fortebraccio »), qui accepte la proposition de Rascel. Cette même année, il travaille avec un autre réalisateur débutant (Antonio Pietrangeli avec Du soleil dans les yeux) après avoir connu un bon succès l'année précédente avec Les Coupables de Luigi Zampa, un film qui a reçu des commentaires positifs presque unanimes. Le tournage commence dans la première moitié du mois d'août 1953 et dure un peu plus de deux mois, se terminant au début du mois d'octobre de la même année.

### Censure
Il y a eu des difficultés avec la censure stricte de l'époque, qui a imposé une modification de la fin par rapport à l'histoire de Gogol, dans laquelle le protagoniste, face à l'échec de sa tentative de racheter la femme, se suicide. Il était en effet interdit d'évoquer ou de représenter le suicide au cinéma et la fin initialement prévue dans le scénario a donc été interdite. En raison d'autres différences entre l'histoire et le film (personnages différents, allusions à la toxicomanie, comportement vulgaire de Lisa), le scénario anticipait prudemment la censure. Le film a eu deux éditions, la seconde étant plus courte d'environ 20 minutes que la première.

## Exploitation
Le film sort en salles entre décembre 1953 et mars 1954, mais cette première expérience de Rascel en tant que réalisateur — qui restera sa seule — n'est pas saluée par la critique et ne rencontre pas non plus le succès financier.
La passeggiata aurait enregistré environ 1 223 140 entrées pour 148 millions de lires. Le film ne figure donc pas au palmarès des quelque 150 films produits en Italie en 1953, année où les champions du box-office sont Pain, Amour et Fantaisie de Luigi Comencini avec 10 632 926 entrées, suivi du Retour de don Camillo de Julien Duvivier avec environ 7 500 000 entrées. Même Rascel a reconnu l'échec : « Peut-être que le public de l'époque », a-t-il déclaré quelque vingt-cinq ans plus tard, « n'était pas prêt à accepter l'histoire d'un précepteur qui tombe amoureux d'une prostituée. Financièrement, nous avons tout de même récupéré l'argent que nous avions dépensé ».

### Accueil critique

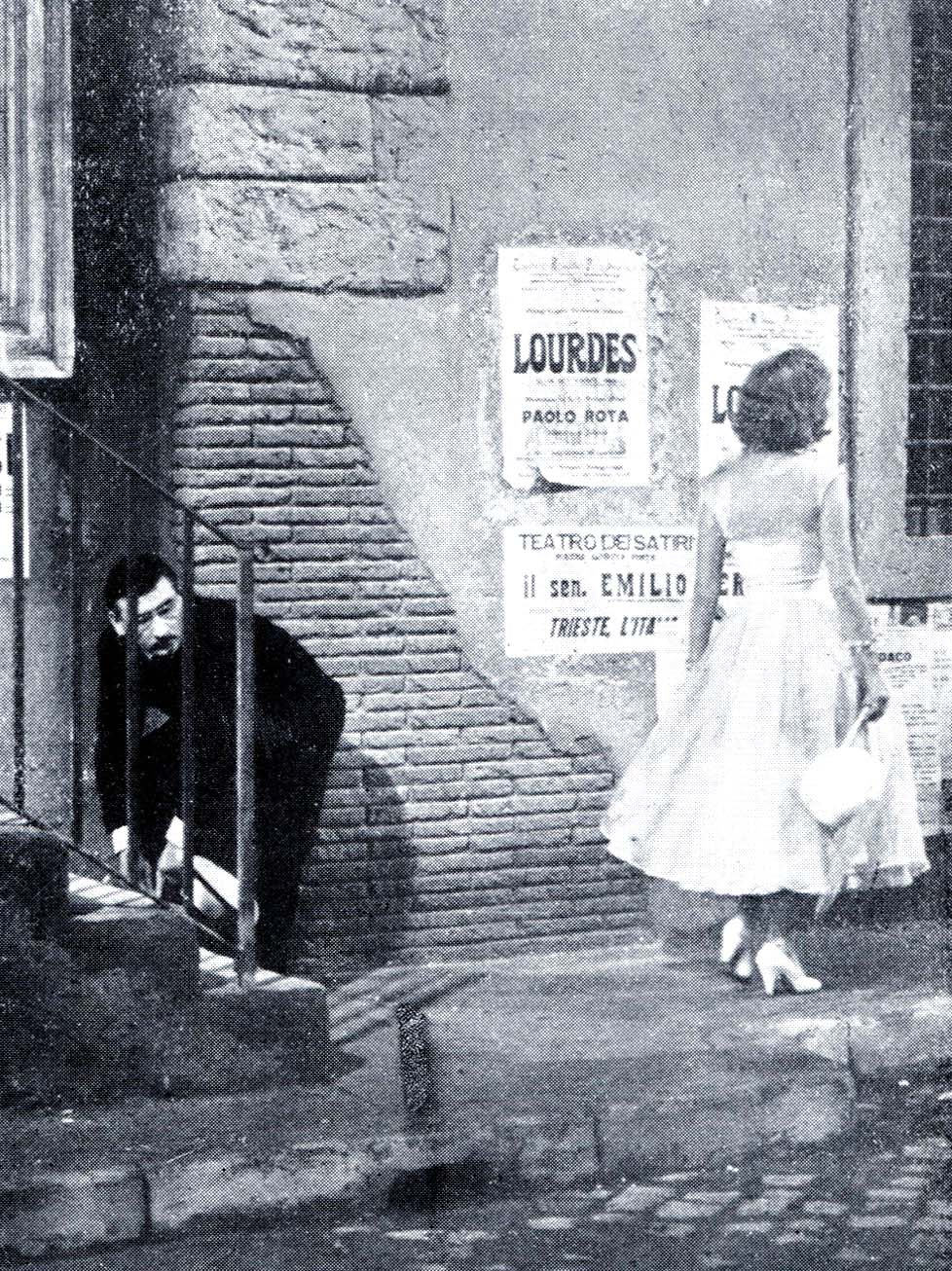
Renato Rascel, professeur timide, dans une scène avec la pétillante Valentina Cortese.

Les critiques de l'époque, tout en reconnaissant certains mérites de Rascel en tant que réalisateur, ont surtout souligné les limites du film, comme l'a fait La Stampa : « Il faut louer ses intentions [de Rascel, ndlr], mais il aurait fallu une intrigue plus riche, plus significative et plus passionnante pour que la conception du personnage apparaisse calculée et que l'acteur puisse s'y engager pleinement. Au lieu de cela, le film est linéaire, ici et là statique, et la mise en scène est quelque peu inerte. C'est une tentative appréciable, dont on espère une suite plus concrète ». Les jugements de deux magazines spécialisés sont moins indulgents. Cinema (it) écrit que « le succès du Manteau a fait croire à Rascel qu'il s'était familiarisé avec les classiques littéraires (...) Le choix d'un tel thème pour une première expérience de mise en scène était pour le moins imprudent. Rascel se révéla un metteur en scène un peu naïf et maladroit, ébouriffé. Les nombreux, trop nombreux, décorateurs l'ont très mal servi. Il s'est illusionné en pensant qu'il suivait les traces de Chaplin, une illusion dangereuse et présomptueuse ». Le Cinema Nuovo présente le film comme un « conte mélodramatique-sentimental et le ton cucul qu'il acquiert le rend malheureusement assez ridicule, même s'il ne s'agit pas d'un film comique ».
Le Corriere della Sera parle de « romantisme abusé et maniéré », ajoutant qu'« il [Rascel ndlr] n'a pas renoncé à ses prestations comiques typiques de magazine, à son masque de mime. Ceux qui apprécient ce personnage sauront apprécier ce film, même si le sujet de l'histoire est un peu léger », tandis que L'eco del cinema, tout en reconnaissant le sérieux de l'intention de l'artiste romain pour sa première réalisation, affirme qu'« il y a encore beaucoup de lacunes et beaucoup de plagiat des découvertes et des inventions des autres, surtout celles de Chaplin ». Il convient également de noter que tous les commentaires sont élogieux à l'égard de l'interprétation de Valentina Cortese (« excellente », selon le Corriere della Sera), une actrice récemment revenue en Italie après une longue parenthèse hollywoodienne commencée en 1949.
Les jugements rétrospectifs sont du même ordre, depuis le Catalogo Bolaffi (« Malheureusement, le réalisateur-acteur ne réussit pas à faire oublier au réalisateur-acteur son propre style d'avant-garde et derrière une image gogolienne se profile souvent le style de la revue (même si) le film a une subtile veine mélancolique qui n'est pas déplaisante »), jusqu'au plus récent Il Mereghetti. qui observe que « malheureusement, en fin de compte, la comédie simili-surréaliste de Rascel apparaît complètement déplacée, de même que son jeu trop rêveur ».